# Arncliffe, New South Wales
Arncliffe este o suburbie în Sydney, Australia.